# Olympische Sommerspiele 2012/Teilnehmer (Demokratische Republik Kongo)
| Gelbes Symbol für Goldmedaillen mit stilisierten Olympischen Ringen | Graues Symbol für Silbermedaillen mit stilisierten Olympischen Ringen | Braundes Symbol für Bronzemedaillen mit stilisierten Olympischen Ringen |
| ------------------------------------------------------------------- | --------------------------------------------------------------------- | ----------------------------------------------------------------------- |
| —                                                                   | —                                                                     | —                                                                       |

Die Demokratische Republik Kongo nahm in London an den Olympischen Spielen 2012 teil. Es war die insgesamt neunte Teilnahme an Olympischen Sommerspielen. Das Comité Olympique Congolais nominierte vier Athleten in drei Sportarten.
Fahnenträger bei der Eröffnungsfeier war der Leichtathlet Zatara Ilunga.

## Teilnehmer nach Sportarten

### Boxen
| Männer      |                               |                       |                              |   |
| Meji Mwanba | Superschwergewicht über 91 kg | Məhəmmədrəsul Məcidov | RSC-Kampfabbruch (1:8, –, –) | 9 |

### Judo
| Männer          |                    |                     |         |    |
| Cédric Mandembo | Klasse über 100 kg | Alexander Michailin | 000:100 | 17 |

### Leichtathletik
| Athleten        | Wettbewerb | Vorlauf     | Vorlauf | Halbfinale    | Halbfinale    | Finale        | Finale        | Rang |
| Athleten        | Wettbewerb | Zeit        | Rang    | Zeit          | Rang          | Zeit          | Rang          | Rang |
| --------------- | ---------- | ----------- | ------- | ------------- | ------------- | ------------- | ------------- | ---- |
| Frauen          |            |             |         |               |               |               |               |      |
| Chancel Sankuru | 1500 m     | 5:05,25 min | 14      | ausgeschieden | ausgeschieden | ausgeschieden | ausgeschieden | 44   |
| Männer          |            |             |         |               |               |               |               |      |
| Zatara Ilunga   | Marathon   | –           | –       | –             | –             | aufgegeben    | aufgegeben    | –    |